# Joseph Hagerty
Joseph Hagerty, detto Joe (Albuquerque, 19 aprile 1982), è un ginnasta statunitense vincitore della medaglia di bronzo nel concorso a squadre a Pechino 2008..

## Palmarès
- Giochi olimpici estivi

Pechino 2008: bronzo nel concorso a squadre.